# 無鹽小凱傑介
無鹽小凱傑介（学名：Keijella wuyenae）为粗面介科小凱傑介屬下的一个种。